# Gurli (pjäs)
Gurli är en svensk komedipjäs av Henrik Christiernson
Pjäsen uruppfördes på Dramatiska teatern 1898. Den spelades 107 gånger med Ellen Hartman i titelrollen. Den sattes upp ytterligare en gång på Dramaten 1922 med Nils Personne som greven, Ellen Cederström som Gurli och Sven Bergvall som konstnären. Vid det andra uppförandet spelades pjäsen endast 25 gånger.
Pjäsen filmades under titeln En melodi om våren 1933 i regi av John Lindlöf.